# Goupia
Genre
Goupia est un genre de plantes à fleurs de la famille des Goupiaceae.
Le nom Goupia, vient du nom latinisé de GOUPI employé à l'époque d'Aublet par les Galibis  de Guyane, pour désigner l'arbre Goupia glabra, nom qui a donné plus tard les noms kopi ou goupi de la langue Ndyuka.

## Description
Le genre Goupia regroupe des arbres pubescents.
Les stipules lancéolées, caduques sont bien visibles sur les jeunes tiges.
Les feuilles, pétiolées présentent des limbes à marges entières à crénelées.
Les nervures secondaires sont fortement arquées.
Les nervures tertiaires sont parallèles, orientées perpendiculairement à la nervure médiane.
Les inflorescences axillaires, sont irrégulièrement ombellées.
Les fleurs sont bisexuées avec un périanthe pentamère (symétrie par 5), des sépales imbriqués dans le bouton floral.
Les pétales sont valvés dans le bouton, étroits, beaucoup plus longs que les sépales, avec des appendices géniculés, érodés, apicaux.
Les 5 étamines ont un filet très court.
Le disque nectaire intrastaminal est fin, cupulaire, sinueux sur le bord.
L'ovaire contient 5 loges.
Les carpelles sont soudés à la base, et plus ou moins libres vers l'apex, et les 5 styles sont séparés.
La placentation comporte de nombreux ovules ascendants dans chaque loge.
Les fruits durs, subglobuleux, sont des drupes ressemblant à des baies, et contiennent 2-3 loges.
Les graines ne sont pas arillées.

## Protologue

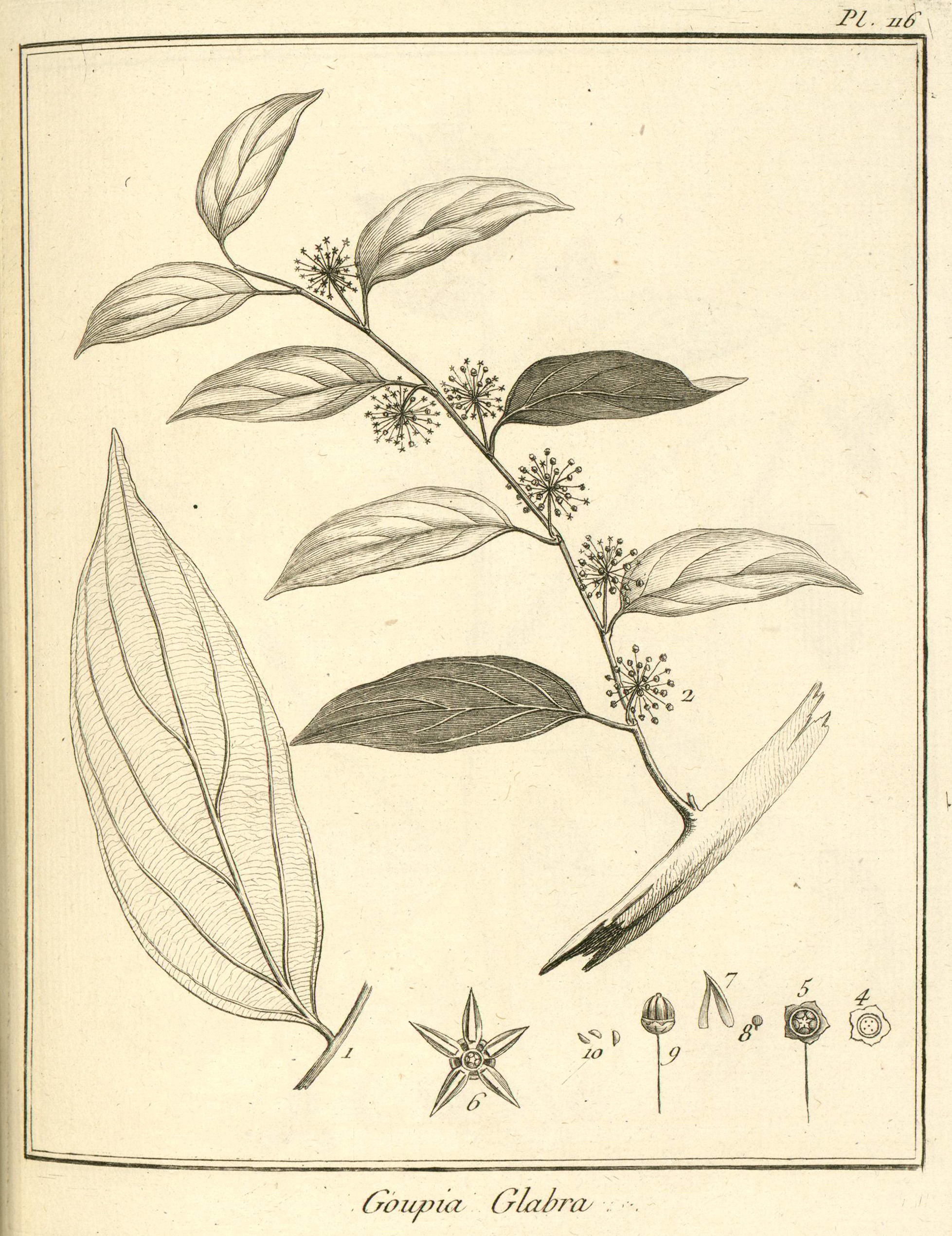
Goupia glabra : Planche 116 accompagnant la description du genre Goupia par Aublet (1775)
Planche 116. - 1. Feuille de grandeur naturelle. - 2. Bouquet de fleur. - 4. Calice. Diſque. - 5. Calice. Diſque. Ovaire. Étamines. - 6. Corolle ouverte. - 7. Pétale ſéparé. - 8. Étamine. - 9. Baie. - 10. Semences.

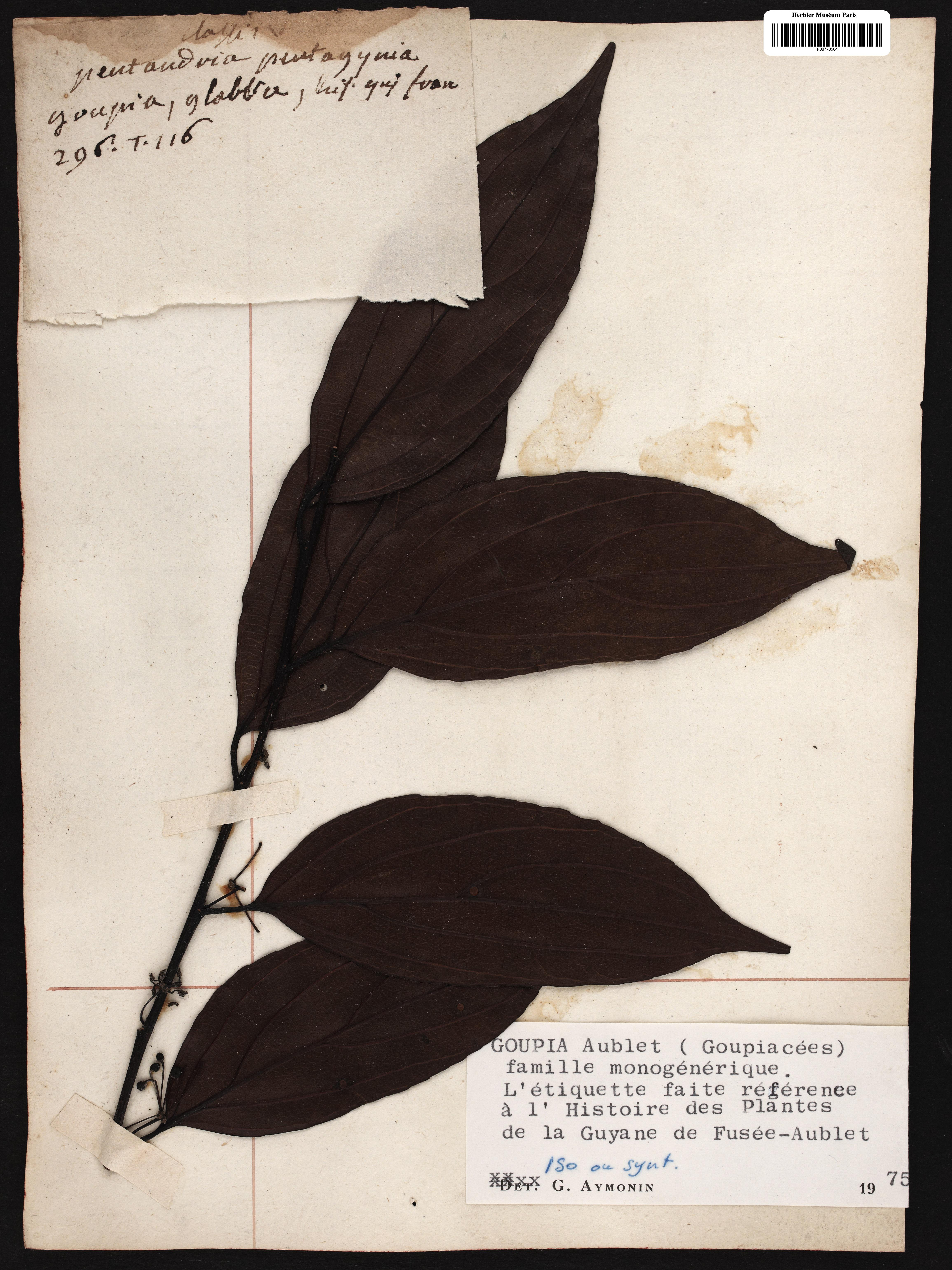
échantillon type d’Goupia glabra, espèce type du genre Goupia, collecté par Fusée-Aublet en Guyane

En 1775, le botaniste Aublet propose le protologue suivant : 
« GOUPIA. (Tabula 116.)
CAL. Perianthium monophyllum, minimum, quinquedentatum. 
COR. Petala quinque, diſco piſtilli inſerta, lanceolata, intùs lamellam ab apice pendentem aperientia. 
STAM. Filamenta quinque, breviſſima. Antheræ tetragonæ, biloculares. 
PIST. Germen ſubrotundum. Stylus nullus. Stigmata quinque, acuta. 
PER. Bacca globuloſa, quinqueſtriata, unilocularis, calicis fundo adnata. 

SEM. tria, quatuor vel quinque, hínc convexa, inde plana. »
— Fusée-Aublet, 1775.

## Liste d'espèces
Selon NCBI (12 septembre 2013) :
- Goupia glabra

Selon The Plant List (12 septembre 2013) :
- Goupia glabra Aubl.
- Goupia guatemalensis Lundell

Selon Tropicos (12 septembre 2013) (Attention liste brute contenant possiblement des synonymes) :
- Goupia glabra Aubl.
- Goupia guatemalensis Lundell
- Goupia paraensis Huber
- Goupia tomentosa Aubl.